# ジョン・ハンソン

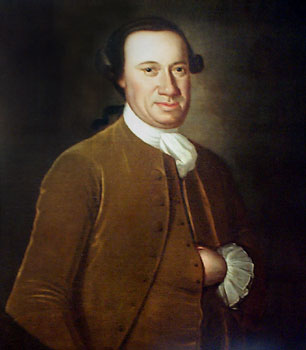
ジョン・ハンソン

ジョン・ハンソン（英: John Hanson、1715年4月3日-1783年11月22日）は、アメリカ独立戦争中の大陸会議代表である。ハンソンは、1781年から1782年に連合規約下の連合会議議長 (President) として初めて任期を全うしたので、最初の「アメリカ合衆国大統領」と呼ばれることもあった。
ハンソンはアメリカの歴史の中で最も不可解な人物の一人である。ハンソンは度々最初の大統領という主張に結び付けて言及されているが、同時代の多くの人よりも、その人生や業績についてあまり多くのことが分かっていない。その原因は19世紀の何人かの著述家がハンソンについて不明なところを作り話で埋めてしまったからである。本稿ではハンソンの人となりや性格について、はっきりと記録されていることや一般に合意されていることだけを記述する。多くの理由で、ハンソンは莫大な数の虚偽記述にさらされてきた。

## 生い立ちと家族
ジョン・ハンソンはメリーランドに移民してきた家庭の第3世代である。メリーランドのチャールズ郡ポート・トバコ近くで生まれ、イングランドから渡ってきた祖父の名前を貰ってジョンと名付けられた。父親はサミュエル・ハンソン (1684-1740)、母親はエリザベス・ストーリー・ハンソンであり、そこで農園を所有していた。ジョン・ハンソンはメリーランドで成長する間、特に正式の教育を受けなかったが、英語とラテン語の両方で幅広く読むことができた。家の伝統に従って農園主を継ぎ、資産を広げ改良していった。
1744年、ハンソンはアナポリスのジェーン・コンティ（1728年生まれ）と結婚した。二人は終生添い遂げ多くの子供に恵まれた。ジェーンは夫の亡き後も長生きし、1812年3月21日にフレデリック郡で死んだ。子供は次の通りである。
- キャサリン (1744-1767)、フィリップ・アレクサンダーと結婚
- ジェーン (1747-1781)、フィリップ・トーマス白紙と結婚、フレデリック郡に移住
- ピーター (1748-1776)、大陸軍に従軍、1776年11月、ワシントン砦を防衛中に戦死
- アレクサンダー (1749-1806)、アレクサンダー・コンティ・ハンソン・シニアとして知られる、弁護士と判事になった。その息子アレクサンダー・コンティ・ハンソンはアメリカ合衆国上院議員になった。
- 双子のジョンとエリザベス、幼時に死亡
- グレース(1762-1763)、幼時に死亡
- 2番目のジョン、子供の時に死亡
- サミュエル (1756-1781)、サミュエル・ハリソン・ハンソンとして知られる、医者となった。

ジョン・ハンソンは1783年11月22日、プリンスジョージズ郡オクソンヒルの甥のプランテーションで死んだ。そこの家族用私設墓地に葬られた。

## 政歴
ハンソンは1757年にチャールズ郡選出の植民地議会議員となった。この議員を1758年から1763年、1765年、1766年、1768年から1769年にも努めた。この間、フレデリック郡の財務官を初め、地方政府の要職を務めた。
1774年に植民地議会が解散あるいは休会となった時、革命政府としてそれに置き換わったアナポリス会議の代議員になった。それに続く会期の間に、ハンソンは革命に進む雄弁な支持者としての評判を得た。ハンソンの演説によって、メリーランドはボストン包囲戦を遂行している反乱軍を支持することに決めた。
1779年12月、メリーランド邦議会はハンソンを大陸会議の代表の一人に指名した。ハンソンは1780年6月14日にフィラデルフィアで開かれた会議に出席し1782年まで努めた。この会期中に連合規約が全ての邦によって批准され成立した。大陸会議がこの知らせを1781年3月1日に受け取った時、ハンソンはダニエル・キャロルと共にメリーランドを代表して裏書した。

## 会議の議長
ハンソンは1781年11月5日から1782年11月2日まで連合会議の議長を務めた。1787年のアメリカ合衆国憲法の採択までは、各邦は連合会議（連合規約成立後の大陸会議）の指示の下に動いたが、原則的には独立した邦の連合のままであった。連合規約採択後でさえも行政執行のための部局がなかった。それ故に連合会議議長は首相に似た地位であり、最高の権威があった。連合規約下でのその肩書きは「議会における合衆国のプレジデント」(President of the United States in Congress Assembled)であり、外国政府との外交や条約締結の時に、ハンソンはこの肩書きを使った最初の議長になった。連合会議は外交面の力以上の権威はほとんど無く、法案や執政策の一つ一つに各州の意見を求める形であったために、この期間の力の無さが影響力を減ずることになった。これが強い連邦政府を求める1787年の憲法制定に繋がっていった。
ハンソンが連合会議議長を務めた時は、このような移行期の初めであり、昔からの影響力が残っていた。
ハンソンが議長の時の業績は次の通りであった。
- ヨークタウンの戦いにおける勝利に対してジョージ・ワシントンに会議を代表して感謝状を送ったこと
- ラファイエットの貢献に対して称賛し、そのことでフランスに対して感謝したこと
- 各邦に対し、連合会議に代議員を送り続けるよう圧力をかけたこと。会議はしばしば定足数に満たなかった。
- 最初の中央銀行である北アメリカ銀行法案を通したこと
- 文書作成や記録の保管を補助する合衆国の秘書官を指名したこと
- イギリスとの捕虜交換の交渉にワシントン将軍に広い権限を認めたこと。ワシントンは即座に、コーンウォリス将軍と大陸会議の議長を務め、連合規約を採択させたヘンリー・ローレンスとの交換に動いた。
- アメリカ合衆国造幣局を設立したこと
- アメリカ合衆国国務省の前身を設立したこと
- 感謝祭を初めて国の祝日と宣言したこと
- アメリカ合衆国副大統領の前身となる会議議長職(Chairman of Congress)を創設したこと
- イギリスと休戦条約の交渉をしたこと
- コネチカットとペンシルベニアの間の紛争を調停したこと。ハンソンは合衆国最高裁判所長官に等しい働きをした。
- 合衆国で最初の国勢調査を命じたこと

## 「最初のプレジデント」
ハンソンが「忘れられた」初代大統領であると最初に主張したのは、セイモア・ウェミス・スミスの1932年の著書「ジョン・ハンソン - 我々の初代大統領」(John Hanson - Our First President)である。
それにも拘らず、ハンソンは公式には連合会議の第3代議長であり、自分では議長職にあったサミュエル・ハンティントンとトマス・マッキーンの2人を継ぐ者と考えていた。先の2人も第二次大陸会議の前の議長達の後継者であった。アメリカ合衆国憲法で創設された大統領の座のような地位も執行的役割も無かった。また大統領の地位とは異なり、連合会議の議長は中心となって指導する存在でもなかった。連合規約のできる前の数年間、第二次大陸会議は1775年にジョージ・ワシントンを植民地の民兵を併せた軍隊の指揮官に任命していた。ワシントンは連合規約が有効となった後も最高司令官の地位にあり続け、独立戦争が終わるまで続いた。
しかし、ハンソンは議長職の任期1年間を全うした最初の者であり、初めて「議会における合衆国のプレジデント」という肩書きを使った。また、公式文書には初めて短縮された「合衆国のプレジデント」という肩書きを使った。
ハンソンはまた、アメリカ独立戦争でイギリスが降伏（正確には1781年10月17日のヨークタウンでの降伏直後であり、パリ条約の調印後ではない）した後で「議会における合衆国のプレジデント」に初めて選ばれた者でもある。このことは、ハンソンが政府の発行文書や儀式で初めてその肩書きを使ったことと併せて、ハンティントンやマッキーンの置かれた立場とは異なるとハンソンを見てきた者がいた主な理由の一つである可能性が強い（ハンティントンは連合規約が成立したときに既に大陸会議の議長職にあり、そのまま連合会議の議長となった。マッキーンは連合規約のもとで行われた新しい選挙法に従って議長に選ばれた者としては最初であるが、イギリス軍が降伏する前のことであった）。しかし、現在の正式な見解では、初代大統領はジョージ・ワシントンということで落ち着いたと言える。

## 遺産
メリーランド州法では、「知事は毎年4月13日をジョン・ハンソンの誕生日であることを宣言し、その日をこの政治家の思い出に捧げること」という規定がある。
またメリーランドを通るアメリカ国道50号線は、ハンソンにちなんでジョン・ハンソン・ハイウェイと名づけられた。メリーランド州ウォルドーフには、ハンソンの名前を貰った中等学校がある。
1903年、メリーランド州はアメリカ合衆国議会議事堂の国立彫像ホール・コレクションに、リチャード・E・ブルックス制作の銅像を寄付した。現在上院会議場に続く回廊の2階部分に鎮座している。